# Lajstromjel

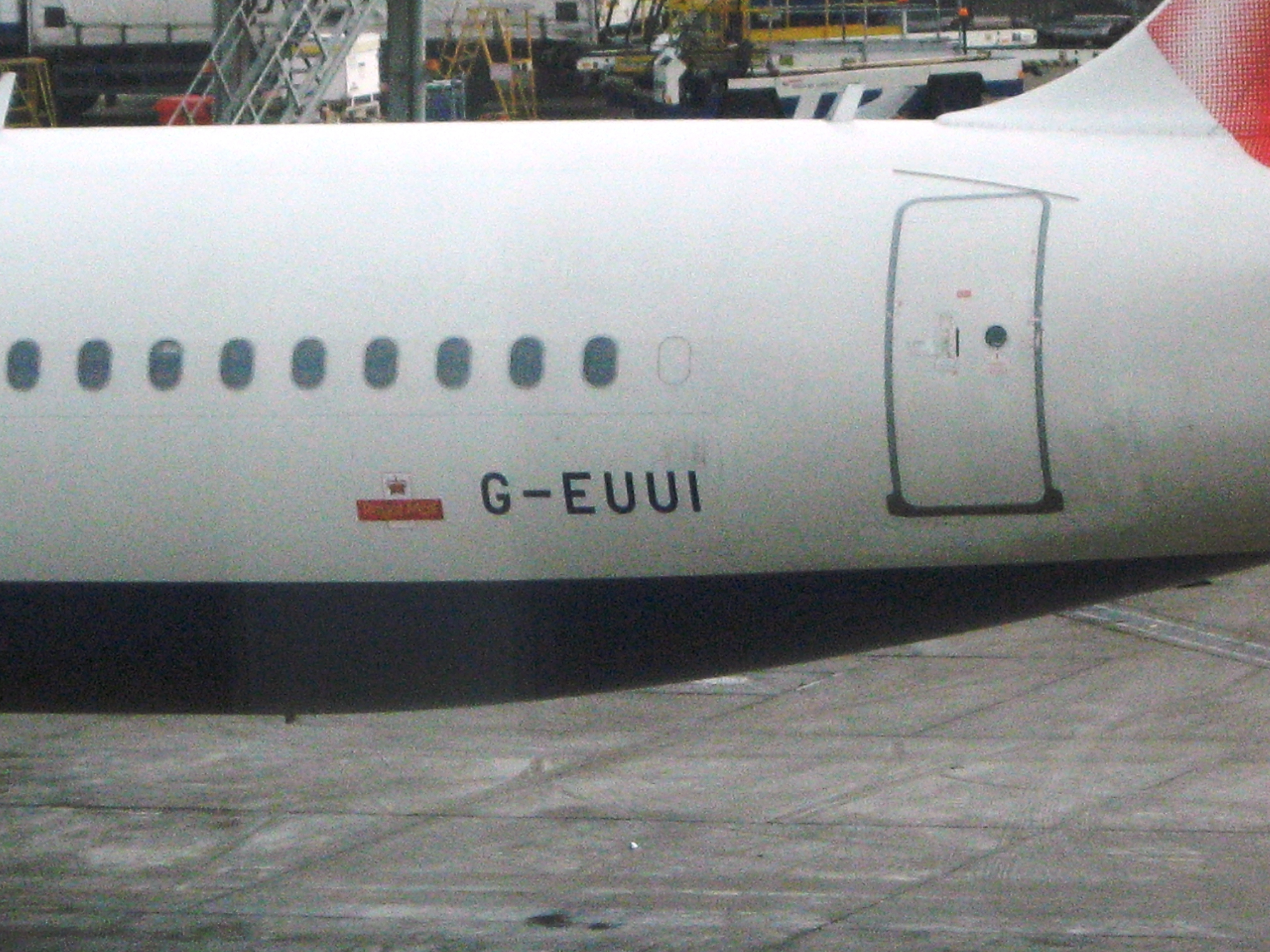
Lajstromjel (G–EUUI) egy brit Airbus A320-ason

Repülőgép lajstromjel-előtagok

A lajstromjel a repülőgépeket azonosító, betűkből és számokból álló jel, lényegében ugyanazt a fogalmat takarja, mint a közúti közlekedésben részt vevő autóknál a rendszám. Itt is jellemző a gépet üzembentartó országra a lajstromjel egy része, a többi jelzés pedig a polgári légi közlekedésben részt vevő repülőgépet azonosítja az adott országon belül. A magyar lajstromjelek minden esetben a HA betűkkel kezdődnek és ezt követően egy kötőjellel elválasztva még három vagy négy karakter azonosítja magát a gépet.
A katonai repülőeszközöket a lajstromjel helyett az országhoz tartozást kifejező felségjel és az oldalszám azonosítja.

## Rádióforgalmazás
A lajstromjelet a belföldi kisgépes forgalomban a rádió-kommunikáció során a gépek egyértelmű azonosítására használják, a NATO fonetikus ábécének megfelelően meghatározott szavakkal helyettesítve az angol ABC betűit. 
Például a magyar HA-VER lajstromjel így hangzik a rádiózás során: Hotel Alfa Victor Echo Romeo. 
Amennyiben az irányítást végző személy meggyőződik arról, hogy nincs a közelben hasonló lajstromjelű gép, úgy azzal ad engedélyt a rövidített jelzés használatára, hogy ő maga rövidít először. Ilyenkor a Magyarországon elfogadott szabályok szerint a kötőjel két oldalán álló egy-egy betű elhagyható. Az előbbi példában használt HA-VER lajstromjel ekkor úgy olvasandó, hogy: Hotel Echo Romeo. A pilóta magától nem kezdeményezheti a rövidítés használatát, csak akkor élhet vele, ha az irányító kezdi azt. Új helyszínre érkezéskor ismét köteles a teljes lajstromjelet használni.

## Egyéb repülőgépek
Az előzőekben a motoros normál kategóriájú repülőgépek (helikopterek is) lajstromjelét láthattuk, de ezeken túlmenően a vitorlázógépek, hőlégballonok, ultrakönnyű kisgépek is rendelkeznek lajstromjellel. Ezen gépek esetében a magyar lajstromozási rendszerben elfogadottak szerint a HA- előtagot négy szám vagy négy betű követi, például: HA-1234 vagy HA-ABCD.

## Érvényesség
A lajstromjel nem jár le, kötődik az adott repülőgéphez. A légialkalmasság lejártakor a lajstromjel tehát megmarad, de gép nem repülhet a következő felülvizsgálat illetve szerviz elvégzéséig. A Nemzeti Közlekedési Hatóság tartja nyilván az egyes lajstromokat, illetve az azokhoz tartozó légialkalmassági időket. A használt lajstromjel akkor adható ki újra ha:
- A repülőgépet tulajdonosa kivonatja a forgalomból, esetleg átregisztráltatja más országba,
- A repülő-jármű javíthatatlan balesetet szenved,
- Esetleg különleges okból lajstromcserét kérvényeznek rá,
- Annyira kiöregszik, hogy inkább szétszedik és ezzel felszabadul az általa addig lekötött jelzés.
- A légijármű legutolsó érvényes légialkalmassági felülvizsgálati bizonyítványának (ARC) kiadásától számított öt év elteltével.

## Más országok
Minden ország saját kódrendszert vezetett be, ahol a használati és rövidítési szabályok eltérőek. Az egyetlen kötöttség az országra jellemző előtag használata, amelyet táblázatokban foglalnak össze a légügyi hatóságok, és annak megfelelően adják ki az adott országban bejegyzett gépek lajstromjelét.
A megfelelő számú jelölési variációkat minden ország másképp biztosítja. Németország például a „D-ABCD” formát használja, az Amerikai Egyesült Államok pedig az „N123AB” formátumot. Az előbbinél a D- a kötelező változatlan alkotóelem, míg az utóbbinál az „N” betű. Az amerikai jelzés lehet még „N1234” formátumú is, náluk tehát az „N” betű az országra jellemző információhordozó, ebből tudható, hogy az adott gép Amerikában van bejegyezve.
A lajstromjel előtagok (prefixek) néhány ország kivételével megegyeznek a távközlésben használt hívójelek előtagjaival.